# خوسيه ديسيديريو فالفيردي
خوسيه ديسيديريو فالفيردي (بالإسبانية: José Desiderio Valverde)‏ (و. 1822 – 1903 م) هو سياسي من جمهورية الدومينيكان .